# Пули справедливости
«Пули справедливости» — фильм Валерия Милева и Тимура Турисбекова. Изначально была снята пилотная серия в 2017 году, но позже в 2019 году была расширена до полнометражного фильма, премьера которого прошла на кинофестивале FrightFest в Лондоне. Фильм вышел на VOD платформах 15 октября 2020 года.

## Сюжет
Действие фильма разворачивается в США во времена Третьей мировой войны. Правительство запустило тайный проект «Армейский бекон», целью которого является создание сверхлюдей путём скрещивания человека со свиньёй. Спустя 25 лет «свинорылы» достигают вершины пищевой цепи и начинают поедать и разводить людей на фермах. Роб Джастис (Тимур Турисбеков), бывший охотник за головами, работает на группу повстанцев, чтобы узнать, как свинорылы пришли к власти, и уничтожить их.

## В ролях
| Актёр             | Роль        |
| ----------------- | ----------- |
| Дэнни Трехо       | Могильщик   |
| Тимур Турисбеков  | Роб Джастис |
| Яна Маринова      | Нина        |
| Десси Славова     | Лена        |
| Доротея Толева    | Ракша       |
| Эстер Чардаклиева | Ольга       |

## Съемочная группа
- режиссёр — Валери Милев
- сценаристы — Валери Милев, Тимур Турисбеков
- продюсер — Тимур Турисбеков
- оператор — Орлин Руевский
- художник — Николай Кирилов

## Производство
Пилотная серия была отснята в 2017 году в Казахстане, является продолжением клипа группы «Project Zenit» «Қанағаттандырылмағандықтарыңыздан», снятого Тимуром Турисбековым. В январе 2017 года был запущен краудфандинговый проект по сбору средств на постпродакшн фильма на Indiegogo, заявленная сумма которого 100 000 долларов. 31 января вышел трейлер фильма. Также был снят ролик, в котором были показаны детали работы участников съёмочного процесса. Фильм был полностью отснят за 17 дней.
Ещё до выхода в прокат сериал сравнивали с другой картиной — «Диапазон 15», схожей с «Пулями справедливости» по жанру и «богатому оформлению запёкшейся крови», кроме того, в обоих фильмах снялся Дэнни Трехо. Отмечается, что у данного проекта «есть все шансы занять своё место в мировом каталоге самых кровавых кинофильмов категории B», а также, что «зрелище обещает быть по-свински эпично». Сам Тимур Турисбеков описывает проект как «чёрную сатиру, которая создаётся кругом друзей».